# Kirikou en de Heks
Kirikou en de Heks (Kirikou et la Sorcière) is een animatiefilm uit 1998. Deze sprookjesfilm was een coproductie van filmmaatschappijen uit verschillende Europese landen. Het verhaal is gebaseerd op de West-Afrikaanse folklore.

## Samenvatting
Het verhaal begint met de geboorte van Kirikou, een jongetje dat al in de buik van zijn moeder praat, er zelf uit komt kruipen en meteen kan staan en lopen. Als hij zijn moeder vraagt waar zijn vader en ooms zijn, vertelt zijn moeder hem dat die zijn opgegeten door Karaba de toverheks toen zij tegen haar wilden vechten. Alleen de jongste leeft nog, maar is op dat moment al onderweg naar Karaba.
Karaba woont een eindje buiten het dorp en terroriseert de dorpelingen al tijden. Zo eist ze van de dorpelingen dat ze al hun goud aan haar afstaan. Van wie ook maar iets achterhoudt, wordt de hut verbrand. De controle hierop en het eventueel verbranden wordt uitgevoerd door zogenaamde fetisjen, robotachtige wezens die gehoorzaam zijn aan Karaba en die behalve die controle en verbranding nog vele andere taken kunnen hebben. Ook zegt Karaba verantwoordelijk te zijn voor het feit dat er geen water meer uit de bron komt. Hierdoor moeten de dorpelingen steeds naar het moeras om water te halen.
Als Kirikou begrijpt dat zijn oom acuut gevaar loopt, besluit hij hem te gaan helpen. Hij weet het leven van zijn oom te redden, maar als Karaba erachter komt dat ze voor de gek is gehouden, volgen er represailles. Niet veel later redt hij ook twee keer achter elkaar het leven van een groep kinderen die in de val zijn gelokt door Karaba. Ook zorgt hij ervoor dat er weer water uit de bron komt door de olifant die in de grot zit en het water opdrinkt te doden. Hierbij verdrinkt hij zelf bijna.
Ondertussen brandt er al sinds zijn geboorte een vraag bij Kirikou. Een vraag die niemand afdoende kan beantwoorden: waarom is Karaba zo slecht? Kirikous moeder helpt hem door hem de weg te wijzen naar zijn opa, de wijze man in de bergen. De weg ernaartoe blijkt niet zonder gevaar, maar met behulp van de eekhoorntjes die hij het leven heeft gered weet hij zijn opa toch te bereiken. Opa legt uit: Karaba lijdt, dag en nacht. Er zit een stekel heel diep in haar rug, precies op de plek waar je niet bij kunt. Om de stekel onschadelijk te maken, moet die er met de tanden uitgetrokken worden, oftewel: iemand anders moet het doen. Hoewel Karaba pijn lijdt, zal ze iedereen die de stekel eruit wil trekken proberen te doden, want het is ook die stekel die haar toverkracht geeft, en het uittrekken doet nog veel meer pijn dan het laten zitten. Ook blijkt hier dat veel wat men over Karaba gelooft niet waar is. Karaba liet de mensen onzin geloven om hen bang te maken en zo zelf machtiger te worden. Zo heeft ze de bron niet drooggelegd. De olifant is er zelf in gekropen toen hij nog maar heel klein was en dorst had. Het gekke was, hij kreeg alleen maar meer dorst en bleef zodoende drinken tot Kirikou hem lek stak. Wat ook niet waar is, is dat Karaba de strijders zou hebben opgegeten. In werkelijkheid veranderde ze hen in fetisjen.
Met deze kennis vertrekt Kirikou weer huiswaarts. Hij bedenkt een list waardoor hij in de gelegenheid komt om de stekel eruit te trekken. Karaba's slechtheid verdwijnt en ze bedankt hem voor het verlossen van haar pijn. Kirikou vraagt haar met hem te trouwen, maar dat weigert ze. Dan vraagt hij haar om hem op zijn mond te kussen. Als ze dat doet, groeit hij binnen enkele seconden uit tot de volwassen Kirikou. Samen keren ze terug naar het dorp, waar ze worden aangevallen door de woedende dorpelingen als die begrijpen dat Karaba haar macht min of meer kwijt is. Kirikou beschermt haar. Op dat moment keren de verloren gewaande mannen terug naar het dorp met Kirikous opa voorop. Hij vertelt de rest van het dorp de waarheid. De mannen en vrouwen vinden elkaar terug — Kirikous ouders als eerste — en alles is goed. Kirikou en Karaba zijn ook een stelletje.

## Achtergrond
De tekenstijl is geïnspireerd op de naïeve en primitivistische schilderkunst. De stemmen zijn zowel in het Engels als in het Frans opgenomen. De Engelse stemmen werden in Zuid-Afrika opgenomen en de Franse stemmen in Senegal. De Nederlandse nasynchronisatie werd onder meer gedaan door Sander van der Poel (Kirikou), Liz Snoijink (Karaba) en Marjolijn Touw. De muziek is van Youssou N'Dour.
De film speelt in de folkloristische Afrikaanse samenleving. De volwassenen dragen schorten en de kinderen zijn bloot. Dit leidde tot controverse, vooral in de Engelstalige wereld. Ocelot weigerde de film te kuisen.
In 2005 werd een nieuwe film gemaakt, Kirikou en de wilde beesten en in 2012 Kirikou en de mannen en vrouwen. In 2007 werd het verhaal in een musical verwerkt.
De film won meerdere prijzen, onder meer de hoofdprijs voor beste animatiefilm op het Festival International du Film d'Animation d'Annecy van 1999.